# 1736.
◄ | 17. stoljeće | 18. stoljeće | 19. stoljeće | ►
◄ | 1700-ih | 1710-ih | 1720-ih | 1730-ih | 1740-ih | 1750-ih | 1760-ih | ►
◄◄ | ◄ | 1733. | 1734. | 1735. | 1736. | 1737. | 1738. | 1739. | ► | ►►
Arhitektura • Astronomija • Biologija • Glazba • Kazalište • Kemija • Kiparstvo • Knjige • Književnost • Kršćanstvo • Medicina • Politika • Pravo • Promet • Slikarstvo • Znanost

## Događaji
- U Karlovcu osnovana gimnazija.

## Rođenja
- 19. siječnja – James Watt, engleski izumitelj († 1819.)

## Smrti
- 17. ožujka – Giovanni Battista Pergolesi, talijanski skladatelj (* 1710.)
- 21. travnja – Eugen Savojski, austrijski vojskovođa i državnik (* 1663.)
- 16. rujna – Gabriel Fahrenheit, njemački fizičar (* 1868.)
- 10. lipnja – René Duguay-Trouin, francuski pomorac (* 1673.)

## Vanjske poveznice
|  | Zajednički poslužitelj ima još gradiva o temi 1736. |